# IC 1010
IC 1010 је спирална галаксија у сазвјежђу Дјевица која се налази на листи објеката дубоког неба у Индекс каталогу.
Деклинација објекта је + 1° 1' 33" а ректасцензија 14h 27m 20,4s. Привидна величина (магнитуда) објекта IC 1010 износи 13,4 а фотографска магнитуда 14,2. IC 1010 је још познат и под ознакама UGC 9254, MCG 0-37-6, CGCG 19-28, PGC 51612.